# نودار خوخاشویلی
نودار خوخاشویلی (زاده ۲۸ سپتامبر ۱۹۴۰) کشتی‌گیر سابق گرجستانی است که در بازی‌های المپیک تابستانی ۱۹۶۴ شرکت کرده است.